# Aphis kachkoulii
Aphis kachkoulii är en insektsart. Aphis kachkoulii ingår i släktet Aphis och familjen långrörsbladlöss. Inga underarter finns listade i Catalogue of Life.